# أكوريري
هي عاصمة آيسلندا الشمالية ، تعتبر أكوريري ميناء مهما ومركز مصائد الأسماك ، ويبلغ عدد سكانها 17754. هي ثاني أكبر مدن آيسلندا (بعد منطقة ريكيافيك الكبرى) ، ورابع أكبر بلدية (بعد ريكيافيك ، هافنارفيوردور وكوبافوغور).
كانت المدينة من وحدات قوات الحلفاء خلال الحرب العالمية الثانية. مزيد من النمو حصل بعد الحرب وانتقل السكان الآيسلنديون بشكل متزايد إلى المناطق الحضرية.

## المناخ
يتميز المناخ بالبرد الشديد في فصل الشتاء وبالاعتدال في فصل الصيف. ويبدأ تشكل الغطاء الثلجي في أواخر شهر أكتوبر ويذوب في أبريل،لكن الثلوج على قمم الجبال المحيطة بأكوريري تستطيع البقاء لمدة عام كامل. أكوريري هي مدينة غائمة جدا، بمتوسط ساعات سطوع الشمس 1047 ساعة فقط سنويا.

## اقتصاد
كانت الصيد جزءا كبيرا ومهما للاقتصاد المحلي تاريخيا. في السنوات الأخيرة، بدأت الصناعة وغيرها من الخدمات التجارية تتطور أيضا.

## الصور

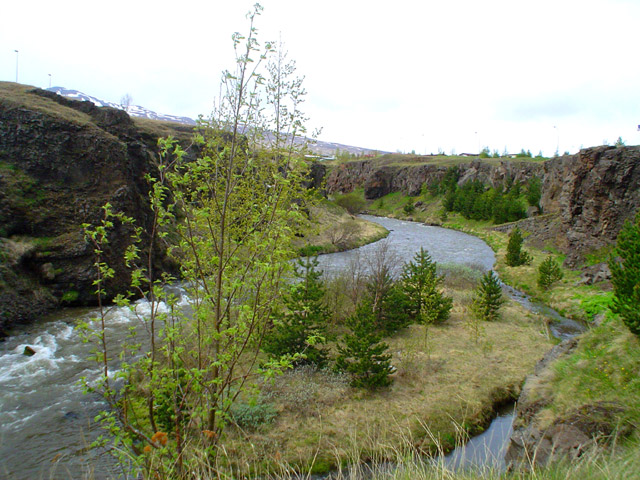

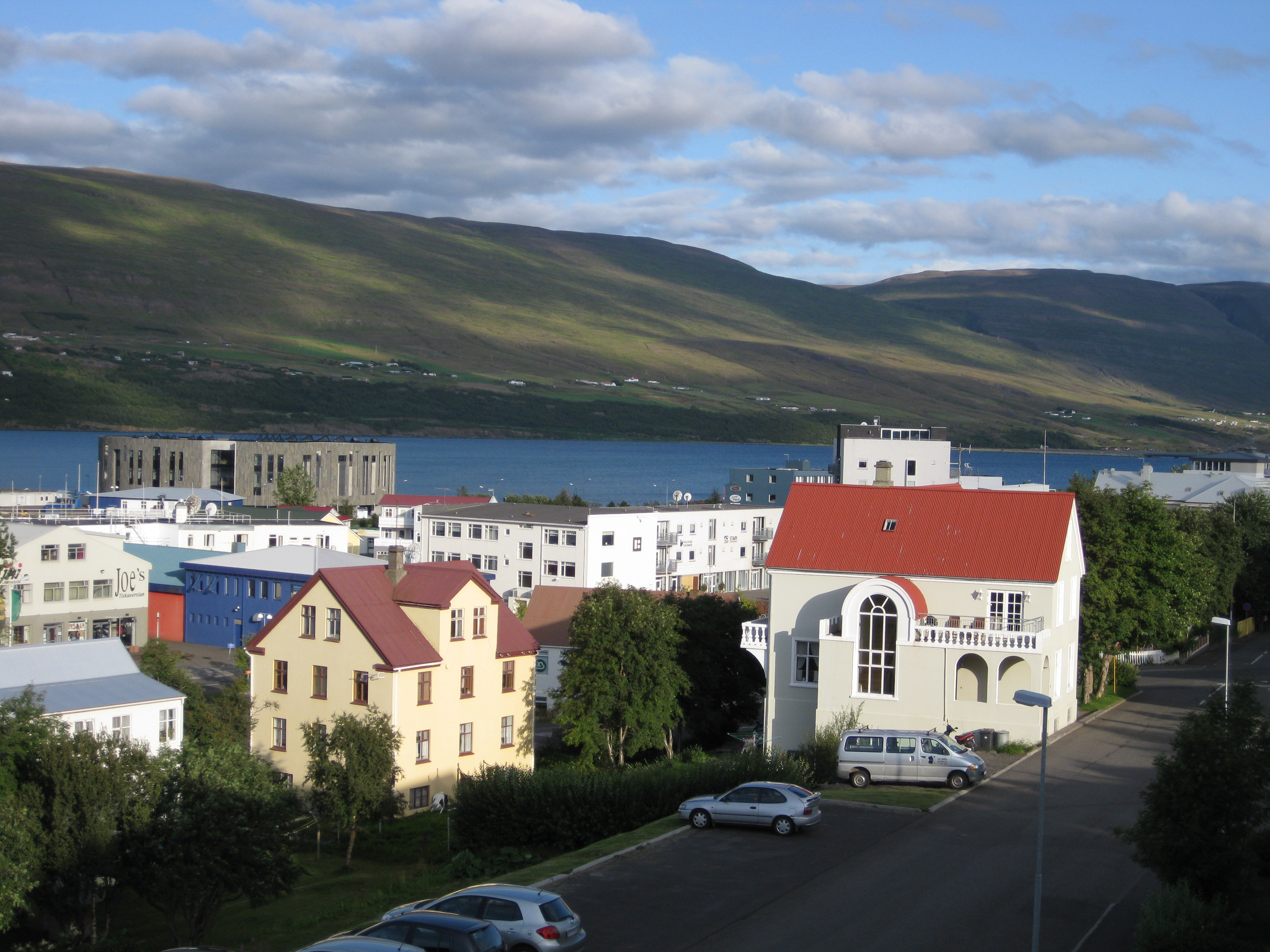

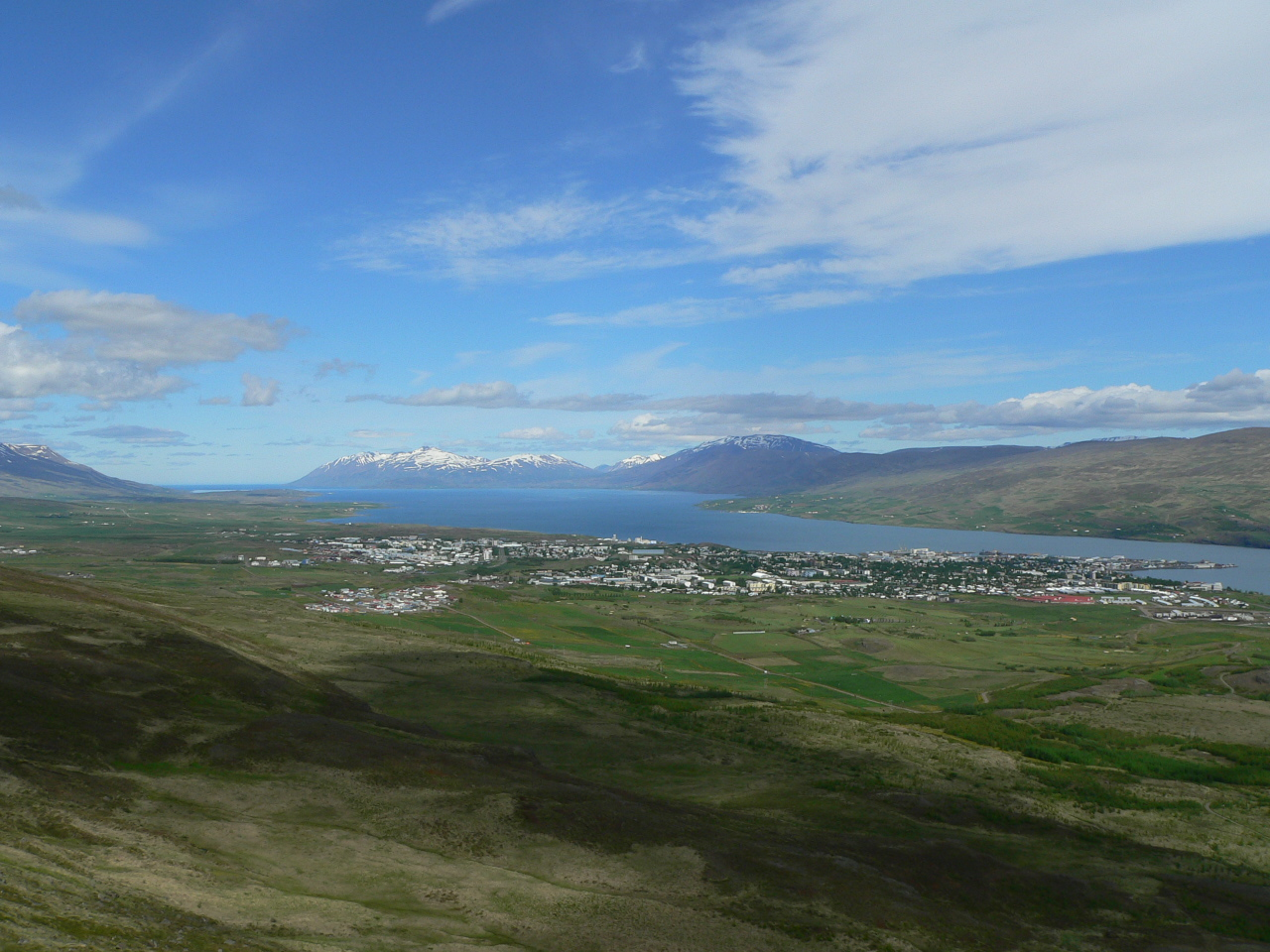

## توأمة
لأكوريري اتفاقيات توأمة مع كل من:
- أوليسوند
- جيملي [الإنجليزية]‏
- لاهتي
- مورمانسك (14 أكتوبر 1994 - )
- راندرس
- Västerås Municipality [الإنجليزية]‏ [3]
- نارساك
- Vágur [الإنجليزية]‏
- كوريتيبا
- هافنارفيوردور
- تشيشمي